# Шампанья, Марселлен
Святой Марселле́н Шампанья́ (фр. Marcellin Champagnat, 20 мая 1789[…], Marlhes — 6 июня 1840[…], Сен-Шамон) — французский католический священник, основатель католической общины «Малые братья Марии» (фр. Frères maristes), посвящённой Деве Марии и занимавшейся распространением образования.

## Биография
Родился в семье богатых крестьян. В школе учился в течение очень недолгого времени и был исключён оттуда по причине неспособности к обучению. Вновь начал учиться с 1803 года после напутствия католического священника, предложившего ему в будущем стать также священником; сначала учился с большим трудом, но в итоге смог получить образование. В октябре 1805 года поступил в семинарию, в 1816 году был рукоположён в священники, в конце октября того же года был назначен пастором в отдалённое селение Ла-Валла, где, будучи поражённым неграмотности населения относительно основ католической веры, решил создать религиозное братство, которое занималось бы распространением образования. Братство было основано в 1817 году, спустя год под его эгидой была открыта школа. Впоследствии основанное им братство занималось активной миссионерской деятельностью во французских колониях в Океании.

## Прославление
29 мая 1955 года был причислен к лику блаженных римским папой Пием XII и 18 апреля 1999 года — к лику святых римским папой Иоанном Павлом II.